# Scinax jureia
Scinax jureia är en groddjursart som först beskrevs av Pombal och Marcelo Gordo 1991.  Scinax jureia ingår i släktet Scinax och familjen lövgrodor. IUCN kategoriserar arten globalt som otillräckligt studerad. Inga underarter finns listade i Catalogue of Life.